# Tony Khan
Antony Rafiq "Tony" Khan (Champaign-Urbana, 10 de outubro de 1982) é um empresário, promotor e executivo esportivo americano. Ele é conhecido por seu envolvimento no futebol americano, luta livre profissional e futebol. Ele é mais conhecido como o fundador e co-proprietário da All Elite Wrestling (AEW), na qual também ocupa os cargos de presidente, diretor executivo, gerente geral, produtor executivo e chefe de criação da promoção.
Ele é filho do empresário Shahid Khan, que é o proprietário do Jacksonville Jaguars da National Football League (NFL) e do clube Fulham da Premier League. Ele ocupa cargos executivos em ambas as organizações: com os Jaguars, ele é diretor de estratégia de futebol e, com o Fulham, é vice-presidente e diretor de operações de futebol. Outras empreitadas comerciais nas quais Khan está envolvido incluem TruMedia Networks, Activist Artists Management e Ring of Honor (ROH).

## Início de vida
Antony Rafiq Khan nasceu em 10 de outubro de 1982, em Champaign-Urbana, Illinois, filho de Shahid Khan, um pai paquistanês-americano, e Ann Carlson, uma mãe americana. Seu pai se tornou bilionário na indústria automobilística, por meio da propriedade da Flex-N-Gate, que fornecia para-choques de carros. Ele também tem uma irmã chamada Shanna. Tony se formou na University Laboratory High School em 2001 e na Universidade de Illinois em Urbana-Champaign em 2007, com um diploma de Bacharel em Ciências, com especialização em finanças.

## Empreendimentos comerciais

### Futebol americano e futebol

#### Jacksonville Jaguars
Khan ingressou no Jacksonville Jaguars em julho de 2012, após a compra da equipe por seu pai, e atualmente ocupa o cargo de Presidente Sênior de Futebol e Análise.
Em abril de 2020, o defensive end dos Jaguars, Yannick Ngakoue, se referiu a Khan como "mimado", após um desentendimento no Twitter. Em agosto de 2020, Ngakoue foi negociado com o Minnesota Vikings.

#### Fulham
Em 22 de fevereiro de 2017, Khan foi nomeado vice-presidente e diretor de operações de futebol do Fulham. Ele supervisiona a identificação, avaliação, recrutamento, manutenção geral e contratação de jogadores para o Fulham. Khan assumiu essas responsabilidades após um período de aconselhamento das operações de futebol no clube, especialmente nas áreas de análise e pesquisa. Embora Khan não tenha conseguido ter um efeito imediato (pois foi após a janela de transferências de janeiro), o Fulham perdeu apenas duas vezes e fez uma sequência que os levou a terminar a temporada em sexto lugar, onde foram derrotados na semifinal dos playoffs pelo Reading.
A primeira temporada completa de Khan como vice-presidente viu o destaque do jogador da base Ryan Sessegnon, além da contratação por empréstimo no meio da temporada de Aleksandar Mitrović, que foi um dos artilheiros, enquanto o Fulham conquistava a promoção para a Premier League ao vencer o Aston Villa na final dos playoffs, na qual ele estava presente. Na temporada 2018–19, o Fulham trouxe vários reforços caros, com destaque para a contratação definitiva de Mitrović, vindo do Newcastle United, e Jean Michaël Seri, vindo do Nice. Em janeiro de 2019, o Fulham estava preso na zona de rebaixamento, apesar de ter demitido Slaviša Jokanović e substituído por Claudio Ranieri. Nessa época, Khan foi criticado por ter dito a um torcedor do clube para "ir para o inferno", embora ele tenha afirmado que essa pessoa o havia importunado anteriormente. Após a saída de Ranieri, os comentaristas da BBC Radio 5 Live, Ian Wright e Chris Sutton, questionaram a capacidade de Khan no cargo, com Wright até sugerindo que Shahid Khan deveria demitir seu filho. O Fulham terminou a temporada em 19º lugar, resultando no segundo rebaixamento sob a posse de Shahid Khan.
Na temporada 2019–20, o técnico interino Scott Parker foi nomeado treinador de forma permanente, com as transferências de verão consistindo principalmente em empréstimos. O Fulham terminou a temporada – que foi interrompida pela pandemia de COVID-19 – em 4º lugar, conquistando novamente a promoção para a Premier League ao vencer o Brentford na final dos playoffs. Incapaz de comparecer à final, Khan fez uma chamada de FaceTime para parabenizar os jogadores do Fulham. Na temporada 2020–21, o Fulham trouxe uma mistura de empréstimos e contratações permanentes, incluindo Terence Kongolo e Harrison Reed, que jogaram pelo clube na temporada anterior. Em setembro de 2020, Khan foi chamado de "palhaço" pelo comentarista da Sky Sports, Jamie Carragher, por twittar comentários críticos sobre os jogadores do Fulham, e descreveu a história de transferências de Khan como "uma bagunça completa". Os comentários de Khan irritaram Parker, que descreveu a situação como "o mundo em que vivemos". O Fulham terminou a temporada em 18º lugar, resultando em outro rebaixamento. Na temporada 2021–22, Marco Silva sucedeu Parker como técnico, levando o Fulham a conquistar o topo do Championship. Mitrović marcou 43 gols, quebrando facilmente o recorde estabelecido por Ivan Toney (na temporada 2020–21), assim como o recorde de Guy Whittingham para o maior número de gols em uma temporada de 46 jogos. Em uma entrevista para o The Athletic, Khan afirmou que havia convencido Mitrović a ficar, apesar do interesse do Dynamo Moscou e após uma temporada na qual ele marcou apenas três gols. Ele também estava otimista de que aquela seria a temporada em que o Fulham não seria mais visto como um "clube ioiô".

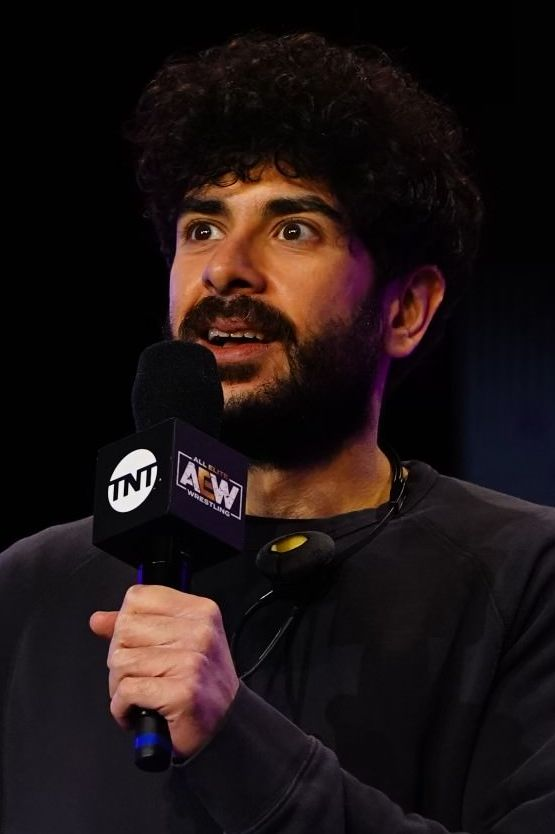
Tony Khan falando em um show da AEW em dezembro de 2021.

### Luta profissional

#### All Elite Wrestling
No final de 2018, Khan, que é fã de longa data de luta livre profissional, registrou várias marcas comerciais para um novo projeto que, pouco tempo depois, foi confirmado como uma nova promoção de luta livre profissional, a All Elite Wrestling (AEW). Khan e seu pai, Shahid Khan, são os principais investidores da promoção. A empresa foi oficialmente anunciada em 1º de janeiro de 2019, juntamente com seu primeiro evento, o Double or Nothing, que ocorreu em 25 de maio de 2019, na MGM Grand Garden Arena em Las Vegas, Nevada. Khan atua como presidente, CEO, gerente geral, produtor executivo e chefe de criação da promoção da AEW.
Em 1º de maio de 2020, Khan falou sobre o processo criativo na AEW e como ele concede liberdade criativa aos lutadores do plantel da AEW. Ao mesmo tempo, ele não quer escrever diálogos que não sejam críveis para um lutador específico, dizendo que nunca entregaria um pedaço de papel a um lutador e pediria para ele decorar seis parágrafos para recitar. Khan destacou Darby Allin como um exemplo de um performer talentoso que precisa falar com suas próprias palavras, dizendo: "Eu não posso falar por Darby Allin, ninguém pode, só o Darby." Khan também afirmou: "Estou bem envolvido. Eu escrevo os shows, planejo uma grande parte das histórias, aprovo todos os segmentos que vão ao ar, e não fico sentado esperando que as pessoas me apresentem ideias." Os Vice-Presidentes Executivos da AEW, The Young Bucks, esclareceram que Khan tem a palavra final sobre o criativo e o booking da AEW, e que, embora os outros Vice-Presidentes Executivos da AEW, Kenny Omega, os próprios Young Bucks e Cody Rhodes, tenham muita liberdade criativa para seus próprios combates e segmentos, e possuam um "fluxo criativo de vai e vem" com Khan, ele tem a palavra final sobre tudo.
Em junho de 2021, Khan fez outra declaração sobre a perspectiva de negócios da AEW, dizendo: "Eu não quero ser a próxima 'empresa de luta livre' do passado — preencha o espaço em branco... Amamos a luta livre do passado, a luta livre do presente e a luta livre do futuro... Isso nos dá uma grande chance de reter e ganhar a participação do público... Estou feliz que a WCW falhou porque criou uma vaga para nós entrarmos e ter sucesso... mas fez com que fosse um período bastante sombrio para o negócio da luta livre."
Em 3 de setembro de 2021, durante uma chamada com a mídia da AEW, Khan esclareceu ainda mais que "nenhuma pessoa no plantel tem controle criativo". Khan acrescentou: "Não é como na WCW, e esse foi um dos problemas da WCW... Quando você tem uma pessoa que tem controle criativo em seu contrato, isso pode atrasar o show. Eu não sei como você faz TV desse jeito." Khan então afirmou: "Só porque ninguém tem o direito contratual de me dizer 'você não pode me fazer fazer isso, você não pode me colocar naquela luta', não significa que eu queira colocar as pessoas em situações ruins ou fazer coisas que não façam sentido para elas, para suas carreiras ou para os fãs." Em março de 2023, Khan esclareceu ainda mais: "O que é ótimo na AEW é que você ouve os lutadores falando com suas próprias palavras e eu não estou tentando forçar palavras na boca deles" e "Eu não escrevo roteiros palavra por palavra para ninguém e temos os melhores oradores da luta livre profissional".
Em 4 de setembro de 2022, Khan fez outra declaração sobre a perspectiva de negócios da AEW, onde afirmou: "Esta é a primeira vez que existem duas empresas de luta livre que têm a capacidade de ser o programa número um naquela noite na TV a cabo e duas empresas de luta livre que estão arrecadando o tipo de dinheiro... Eu não estou arrecadando um bilhão de dólares, mas vou arrecadar mais de 100 milhões de dólares este ano. Isso é algo bastante sem precedentes e já se passaram mais de 20 anos desde que alguém está fazendo isso. Para mim, sucesso é sustentar isso" e "Eu vi que a maneira mais bem-sucedida de administrar uma promoção de luta livre é gerenciar tudo de cima para baixo e não deixar as pessoas te prejudicarem. Se você virar as costas neste negócio, as pessoas vão te prejudicar a todo momento, aprendi — não apenas as pessoas que trabalham para você, mas qualquer um de fora — se você mostrar fraqueza".
Embora geralmente não seja um participante ativo nas histórias da empresa, Khan ocasionalmente aparece nos programas de televisão da companhia para fazer anúncios sobre seus eventos futuros e outros assuntos legítimos, sendo considerado dentro do kayfabe como a figura máxima de autoridade da organização (por meio de anúncios supostamente transmitidos por ele para as equipes de comentários da transmissão). No episódio de 24 de abril de 2024 do Dynamite, Khan foi envolvido em uma história onde foi atacado pelo The Elite (The Young Bucks, Kazuchika Okada e Jack Perry), e os efeitos disso continuaram a ser "vendidos" por ele no dia seguinte, durante o draft da NFL.

#### Ring of Honor
No episódio de 2 de março de 2022 do AEW Dynamite, Khan anunciou que havia adquirido a promoção de luta livre profissional Ring of Honor (ROH) do Sinclair Broadcast Group. A aquisição inclui ativos da ROH, como a biblioteca de vídeos da promoção, ativos de marca, propriedade intelectual, equipamentos de produção e mais. Khan também anunciou que pretende tornar a biblioteca da ROH disponível ao público em sua totalidade. Mais tarde, foi esclarecido, por meio de um comunicado à imprensa publicado pela conta do Twitter de Khan, que a aquisição seria feita por uma entidade totalmente pertencente a Khan, resultando na compra sendo feita separadamente da AEW. Em 6 de março de 2022, Khan revelou que planejava manter a ROH funcionando como uma entidade separada da AEW e também indicou que a ROH poderia eventualmente ser usada como uma marca de desenvolvimento para a AEW.

#### Recepção
""Não há como argumentar, Khan e a AEW mudaram a cultura da luta livre profissional nos últimos anos.""

Mike Johnson, PWInsider
O trabalho de Khan com a All Elite Wrestling lhe rendeu o prêmio de Promotor do Ano do Wrestling Observer Newsletter de 2019 a 2022 e o prêmio de Melhor Booker de 2020 a 2022. Khan foi elogiado por várias pessoas da indústria da luta livre, incluindo por seus próprios funcionários, como Chris Jericho, Jim Ross, Jon Moxley, Britt Baker, Matt Hardy, Adam Cole e Malakai Black.
Em dezembro de 2021, Khan foi criticado por comentários em resposta às alegações da ex-lutadora Big Swole sobre deficiências na estrutura da empresa, bem como falta de diversidade; em resposta, Khan afirmou que "deixou o contrato de Swole expirar, pois sentiu que a luta dela não era boa o suficiente."
Embora o ex-promotor de luta livre, Eric Bischoff, tenha elogiado a "paixão" de Khan pela indústria da luta livre profissional em 2020, ele foi posteriormente descrito pelo site Solowrestling.com como um dos maiores críticos de Khan, ao pedir para que Khan se afastasse das decisões criativas em 2023. Dave Scherer também foi bastante crítico em relação ao estilo de gestão de Khan, descrevendo-o como "um dos piores bookers e promotores de todos os tempos", e escrevendo: "[Khan] é visto como o bom moço, que alguns dos talentos acabam aproveitando completamente." Sua decisão de demitir CM Punk após uma altercação nos bastidores do All In em 2023 gerou tanto elogios quanto críticas de diversas fontes.

### Outros empreendimentos comerciais
Khan é o proprietário e presidente da TruMedia Networks, uma empresa de engenharia com sede em Boston, especializada em análises para a indústria de esportes. Khan adquiriu a TruMedia Networks em 2015, e sob sua direção, a empresa expandiu seus serviços de engenharia em análises esportivas, com clientes como ESPN, a National Football League, Zebra Technologies e mais de 60% dos clubes da Major League Baseball.
Juntamente com a TruMedia Networks, Khan e sua família ajudaram a financiar a Activist Artists Management, uma empresa de gerenciamento de talentos e consultoria fundada em 2018. Khan fez um investimento significativo na empresa e, separadamente, estabeleceu o fundo de conteúdo e venture fund da Activist, com foco em investimentos em mídia, entretenimento, hospitalidade, bem como produtos de consumo, serviços e tecnologias.

## Filmografia
| Ano  | Título            | Papel                        |
| ---- | ----------------- | ---------------------------- |
| 2021 | Rhodes to the Top | Ele mesmo Produtor executivo |
| 2023 | AEW All Access    | Ele mesmo Produtor executivo |

## Títulos e prêmios
- Wrestling Observer Newsletter
  - Promotor do Ano (2019–2022)[64]
  - Melhor Booker (2020–2022)[64]